# غوستافو ماغارينوس
غوستافو ماغارينوس (بالإسبانية: Gustavo Magariños)‏ مواليد 31 ديسمبر 1923 في مونتفيدو - الوفاة 17 يناير 2014، هو لاعب كرة سلة أوروغوياني. مثّل منتخب بلاده. شارك في دورة الألعاب الأولمبية الصيفية سنة 1948.

## روابط خارجية
- غوستافو ماغارينوس على موقع الاتحاد الدولي لكرة السلة (الإنجليزية)
- غوستافو ماغارينوس على موقع سبورتس رفرنس (الإنجليزية)
- غوستافو ماغارينوس على موقع أوليمبيديا (الإنجليزية)